# Francinaina Cirer Carbonell

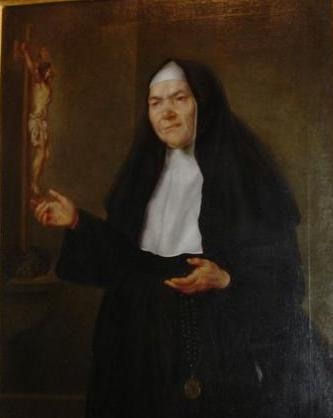
Bildnis der Francinaina von der Schmerzensmutter Maria in ihrem Geburtshaus in Sencelles

Francinaina Cirer Carbonell, Ordensname Francinaina von der Schmerzensmutter Maria (* 1. Juni 1781 in Sencelles, Mallorca; † 27. Februar 1855 in Sencelles) war eine mallorquinische Ordensschwester und Gründerin eines Konventes der Barmherzigen Schwestern vom hl. Vinzenz von Paul in ihrem Heimatort Sencelles auf Mallorca. In der römisch-katholischen Kirche wird sie als Selige verehrt. Ihr Gedenktag ist der 27. Februar.

## Leben
Francinaina Cirer Carbonell wurde am 1. Juni 1781 in Sencelles auf Mallorca in eine bäuerliche, gut situierte Familie geboren. 
Im Alter von 70 Jahren gründete Francinaina Cirer Carbonell zusammen mit zwei Begleiterinnen am 7. Dezember 1851 den Konvent, dessen Vorsteherin sie wurde. 
Sie stellte der Unternehmung ihr Haus und ihre Güter zur Verfügung, unterstellte sie dem Schutz der Schmerzensmutter und nahm den Ordensnamen Francinaina von der Schmerzensmutter Maria an. Die Barmherzigen Schwestern sollten die Kranken in ihren Häusern versorgen, sich der Mädchenerziehung widmen und den Katechismus lehren, sowohl im Konvent selbst als auch im Dorf.
Am 27. Februar 1855 starb Mutter Francinaina an den Folgen eines Schlaganfalls.

## Verehrung

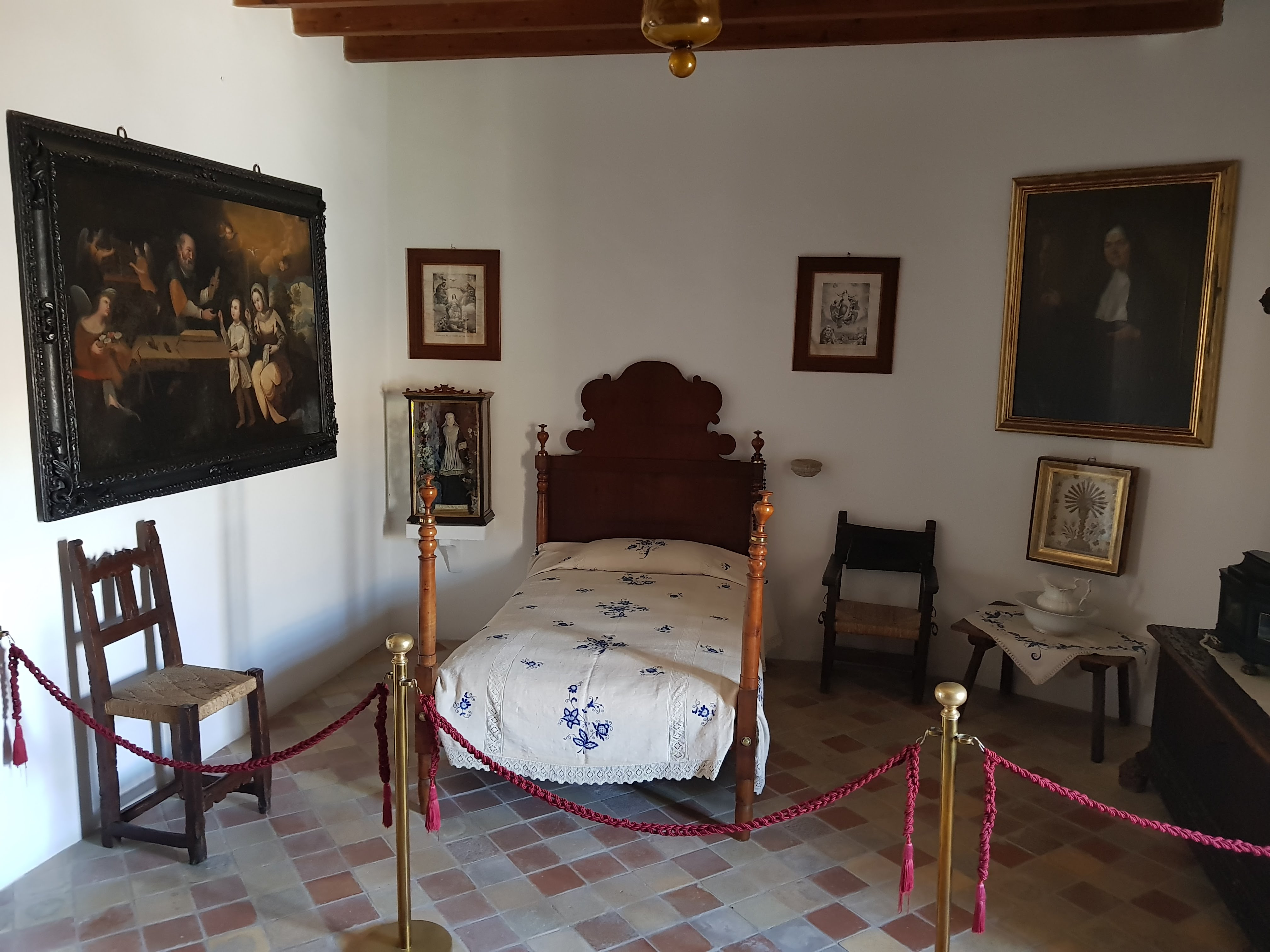
Sterbezimmer der seligen Francinaina von der Schmerzensmutter Maria

Am 22. Dezember 1903 wurde im Bistum Mallorca das Seligsprechungsverfahren auf diözesaner Ebene eröffnet, dessen Unterlagen am 2. September 1926 nach Rom weitergeleitet wurden. Nach der Begutachtung der Schriften im Jahr 1934 wurde der Seligsprechungsprozess am 4. Dezember 1942 weitergeführt. Am 21. März 1985 unterschrieb Papst Johannes Paul II. das Dekret über den heroischen Tugendgrad und erhob Sr. Francinaina zur ehrwürdigen Dienerin Gottes. Am 28. November 1988 wurde ein auf ihre Fürsprache hin geschehenes Wunder anerkannt. Daraufhin wurde sie am 1. Oktober 1989 von Papst Johannes Paul II. im Petersdom seliggesprochen. Im Jahr 2004 wurde der Heiligsprechungsprozess eröffnet.
| Personendaten    | Personendaten                                                                           |
| ---------------- | --------------------------------------------------------------------------------------- |
| NAME             | Cirer Carbonell, Francinaina                                                            |
| ALTERNATIVNAMEN  | Cirer Carbonell, Francisca-Ana; Francinaina von der Schmerzensmutter Maria (Ordensname) |
| KURZBESCHREIBUNG | mallorquinische Vinzentinerin, Selige                                                   |
| GEBURTSDATUM     | 1. Juni 1781                                                                            |
| GEBURTSORT       | Sencelles                                                                               |
| STERBEDATUM      | 27. Februar 1855                                                                        |
| STERBEORT        | Sencelles                                                                               |